# Lippstadt Challenger 1996
Il Lippstadt Challenger 1996 è stato un torneo di tennis facente parte della categoria ATP Challenger Series nell'ambito dell'ATP Challenger Series 1996. Il montepremi del torneo era di $25 000 e si è svolto nella settimana tra il 29 gennaio e il 4 febbraio 1996 su campi indoor in sintetico. Il torneo si è giocato a Lippstadt in Germania.

## Vincitori

### Singolare
Hendrik Dreekmann ha sconfitto in finale  Patrik Fredriksson con il punteggio di 6–3, 6–4.

### Doppio
T. J. Middleton /  Chris Woodruff hanno sconfitto in finale  Jeff Belloli /  Aleksandar Kitinov con il punteggio di 7–5, 7–5.